# Segunda División Autonómica de Castilla-La Mancha
La Segunda División Autonómica de Castilla-La Mancha, es la octava categoría de la pirámide futbolística del sistema de ligas de España en la comunidad autónoma de Castilla-La Mancha.

## Sistema de Liga
La categoría está compuesta por 5 grupos, uno por cada provincia. 
Los campeones de cada grupo y los 3 mejores subcampeones ascienden a Primera División Autonómica, de esta descienden los 2 últimos clasificados de los 4 grupos a Segunda División Autonómica. 
Al ser la última categoría, no hay descensos.

## Equipos participantes (2024-2025)

### Grupo I[1]
| Equipo                                      | Ciudad                    | Provincia | Estadio                            |
| ------------------------------------------- | ------------------------- | --------- | ---------------------------------- |
| Alatoz C.F.                                 | Alatoz                    | Albacete  | Municipal de Alatoz                |
| C.C. Dptvo. Aguas Nuevas                    | Albacete                  | Albacete  | Municipal de Aguas Nuevas          |
| C.D. Alto Júcar                             | Villalgordo del Jucar     | Albacete  | Ignacio Megias                     |
| C.D. Casas de Haro                          | Casas de Haro             | Cuenca    | El Pino                            |
| C.D. Villagarcía                            | Villagarcía del Llano     | Cuenca    | Municipal de Villagarcía del Llano |
| Club Multideportivo Chinchilla              | Chinchilla de Montearagón | Albacete  | San Miguel                         |
| E.F. La Felipa                              | La Felipa                 | Albacete  | San Miguel                         |
| E.F.B. Almansa                              | Almansa                   | Albacete  | Evelio Martínez                    |
| Iniestense Balompié                         | Iniesta                   | Cuenca    | Antonio López Alfaro               |
| La Roda U.D. Comercial Bet Piedra Natural B | La Roda                   | Albacete  | Nuevo Maracañi                     |
| U.D. Casasimarro                            | Casasimarro               | Cuenca    | Municipal Manolo Moraga            |
| U.D Tobarra - Videón                        | Tobarra                   | Albacete  | La Granja                          |
| U.D. Villamalea                             | Villamalea                | Albacete  | La Pedriza                         |

### Grupo II[2]
| Equipo                      | Ciudad                        | Provincia   | Estadio                          |
| --------------------------- | ----------------------------- | ----------- | -------------------------------- |
| Almagro C.F. "B"            | Almagro                       | Ciudad Real |                                  |
| C.F. Almodóvar "B"          | Almodóvar del Campo           | Ciudad Real | Miguel Hernández                 |
| C.D. Bolañego               | Bolaños de Calatrava          | Ciudad Real | Municipal de Bolaños             |
| C.F. Corraleño              | Corral de Calatrava           | Ciudad Real | Municipal de Corral de Calatrava |
| C.F. Infantes               | Villanueva de los Infantes    | Ciudad Real | San Miguel                       |
| C.D. La Estrella            | Miguelturra                   | Ciudad Real | Candelario León Rivas            |
| C.D. Las Casas              | Ciudad Real                   | Ciudad Real | El ejido de Las Casas            |
| C.D. Piedrabuena            | Piedrabuena                   | Ciudad Real | El Olivar                        |
| U.D. Poblete                | Poblete                       | Ciudad Real | Sacramento González              |
| C.D.E. C.F. Porzuna         | Porzuna                       | Ciudad Real | Campo 11 de julio de 2010        |
| U.D. Santa Cruz             | Santa Cruz de Mudela          | Ciudad Real | San José                         |
| Sporting Torrenueva         | Torrenueva                    | Ciudad Real | Municipal de Torrenueva          |
| A.D. Valenzuela             | Valenzuela de Calatrava       | Ciudad Real | Municipal de Valenzuela          |
| C.F. Villafranca            | Villafranca de los Caballeros | Toledo      | Campo 11 de julio de 2010        |
| Formac Villarrubia C.F. "B" | Villarrubia de los Ojos       | Ciudad Real | Nuevo Campo                      |
| C.F. Villartense            | Villarta de San Juan          | Ciudad Real | Estadio municipal Tomás Pina     |

### Grupo III[3]
| Equipo                    | Ciudad               | Provincia | Estadio                                |
| ------------------------- | -------------------- | --------- | -------------------------------------- |
| C.F. Almaguer             | Corral de Almaguer   | Toledo    | Municipal de Corral de Almaguer        |
| F.C. Añover de Tajo       | Añover de Tajo       | Toledo    | Municipal de Añover de Tajo            |
| C.D. Belmonte             | Belmonte             | Cuenca    | Municipal de Belmonte                  |
| Cobeja C.F.               | Cobeja               | Toledo    | Pedro Galán                            |
| U.B. Conquense "B"        | Cuenca               | Cuenca    | Joaquín Caparrós                       |
| Dancos Lillo C.F.         | Lillo                | Toledo    | Municipal de Lillo                     |
| C.D.E. El Toboso          | El Toboso            | Toledo    | Lozano Montoya                         |
| C.D. Esquivias            | Esquivias            | Toledo    | Campo de fútbol municipal de Esquivias |
| C.D. La Inmaculada        | Horcajo de Santiago  | Cuenca    | Municipal de Horcajo de Santiago       |
| A.C.D.E.F. Las Mesas      | Las Mesas            | Cuenca    | José María Perona                      |
| U.D. Mota del Cuervo      | Mota del Cuervo      | Cuenca    | Municipal de Mota del Cuervo           |
| C.D. Numancia             | Numancia de la Sagra | Toledo    |                                        |
| C.D. Optense              | Huete                | Cuenca    | La Chopera                             |
| C.D.F. Rayo Villasequilla | Villasequilla        | Toledo    |                                        |
| C.D. Triana Tresjuncos    | Tresjuncos           | Cuenca    | Francisco Hermosilla                   |
| C.D. A.D. Yeles           | Yeles                | Toledo    | Municipal de Yeles                     |

### Grupo IV[4]
| Equipo                         | Ciudad                      | Provincia | Estadio                               |
| ------------------------------ | --------------------------- | --------- | ------------------------------------- |
| C.D.E. Alcabón F.C.            | Alcabón                     | Toledo    | Municipal de Alcabón                  |
| C.D. A.D. Ancla Gerindote      | Gerindote                   | Toledo    | Instalaciones deportivas de Gerindote |
| Ayuntamiento de Nambroca       | Nambroca                    | Toledo    | Municipal de Nambroca                 |
| C.D. Camarena                  | Camarena                    | Toledo    | Victoriano Alonso                     |
| C.D. Ebora Formación - Levante | Cazalegas                   | Toledo    | Ciudad deportiva Ebora Formación      |
| C.D. Paz                       | Santa Cruz del Retamar      | Toledo    | "El Retamar"                          |
| A.C.D. Juventud Torreña        | La Torre de Esteban Hambrán | Toledo    | Municipal Adolfo Suárez               |
| F.C. Navalcán                  | Navalcán                    | Toledo    | Municipal de Navalcán                 |
| C.D. Oropesa                   | Oropesa                     | Toledo    | Rufino Pozo                           |
| C.D. Polán                     | Polán                       | Toledo    | El Castillo                           |
| C.F. Polígono Toledo           | Toledo                      | Toledo    | Polígono                              |
| C.D. Pueblanueva               | La Pueblanueva              | Toledo    | Municipal de Valdegansos              |
| Recas C.F.                     | Recas                       | Toledo    | Fernando Sánchez                      |
| Sporting de Gálvez             | Gálvez                      | Toledo    | Municipal de Gálvez                   |
| C.D. Ugena E.F.M.              | Ugena                       | Toledo    | Guillermo Díaz                        |
| C.D. Valmojado C.F.            | Valmojado                   | Toledo    | La Cañada                             |
| U.D. Villaluenga               | Villaluenga de la Sagra     | Toledo    | El Prado                              |

### Grupo V[5]
| Equipo                       | Ciudad               | Provincia   | Estadio                |
| ---------------------------- | -------------------- | ----------- | ---------------------- |
| Almoguera C.F.               | Almoguera            | Guadalajara | Mirabueno              |
| C.D. Atlético Guadalajara    | Guadalajara          | Guadalajara | Jerónimo de la Morena  |
| C.D. Cifontino               | Cifuentes            | Guadalajara | Municipal de Cifuentes |
| C.D. Cultural Espinosa       | Espinosa de Henares  | Guadalajara | El Henares             |
| C.R. Fontanar                | Fontanar             | Guadalajara | El Palacio             |
| C.D. Guadalajara Promesas    | Guadalajara          | Guadalajara | Fuente de la Niña      |
| A.D. Hogar Alcarreño "B"     | Guadalajara          | Guadalajara | Fuente de la Niña      |
| A.C.D.M. Horche "B"          | Horche               | Guadalajara | San Roque              |
| C.D. Íbero Sport C.F.        | Guadalajara          | Guadalajara | Fuente de la Niña      |
| C.D. Jadraque                | Jadraque             | Guadalajara | El Parque              |
| C.D. Marchamalo "B"          | Marchamalo           | Guadalajara | La Solana              |
| Rayo Arriacense              | Guadalajara          | Guadalajara | Jerónimo de la Morena  |
| Sporting Cabanillas F.C. "B" | Cabanillas del Campo | Guadalajara | Ramiro Almendros       |
| C.D. Torrejón del Rey        | Torrejón del Rey     | Guadalajara | Las Margaritas         |
| C.F. Tórtola                 | Tórtola de Henares   | Guadalajara | La Alameda             |
| C.D. Trillo                  | Trillo               | Guadalajara |                        |
| Usanos C.F.                  | Guadalajara          | Guadalajara | Municipal de Usanos    |
| C.D. Yebra                   | Yebra                | Guadalajara | La Chopera             |

## Divisiones nacionales y autonómicas en Castilla-La Mancha
| 1.ª | Primera División de España                          |
| 2.ª | Segunda División de España                          |
| 3.ª | Primera Federación                                  |
| 4.ª | Segunda Federación                                  |
| 5.ª | Tercera Federación                                  |
| 6.ª | Primera Autonómica Preferente de Castilla-La Mancha |
| 7.ª | Primera División Autonómica de Castilla-La Mancha   |
| 8.ª | Segunda División Autonómica de Castilla-La Mancha   |